# Glebe Collegiate Institute

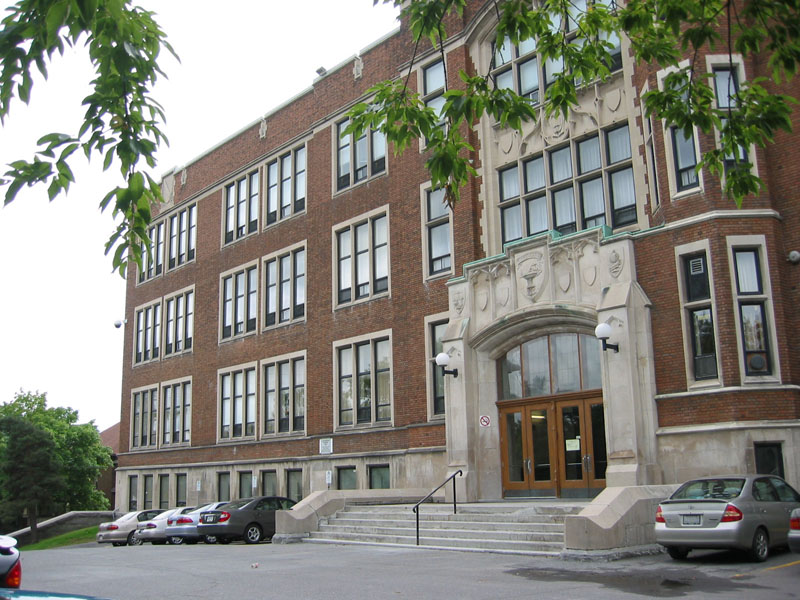
Glebe Collegiate Institute.

글리브 컬리지엣 인스티튜트(Glebe Collegiate Institute)는 캐나다 온타리오 주 오타와에 있는 공립학교이다. 오타와 칼튼 교육청 소속의 고등학교이다. 약 1,500명의 학생이 재학중이고 오타와 갈튼 교육청에 소속된 학교중 제일 큰 학교이다.